# Vladivka, Malîn
Vladivka (în ucraineană Владівка) este localitatea de reședință a comunei Vladivka din raionul Malîn, regiunea Jîtomîr, Ucraina.

## Demografie
Componența lingvistică a localității Vladivka
     Ucraineană (97,14%)
     Rusă (2,5%)
Conform recensământului din 2001, majoritatea populației localității Vladivka era vorbitoare de ucraineană (97,14%), existând în minoritate și vorbitori de rusă (2,5%).